# سارا دیبریتز
سارا دیبریتز (به آلمانی Sara Däbritz: ، زادهٔ ۱۵ فوریهٔ ۱۹۹۵) بازیکن فوتبال اهل کشور آلمان است. وی همکنون برای باشگاه فوتبال زنان بایرن مونیخ و تیم ملی فوتبال زنان آلمان به عنوان هافبک بازی می‌کند.